# Vauxhall Gardens
Vauxhall Gardens (Vauxhall-haverne) var forlystelseshaver, et af de førende mødesteder for offentlig underholdning i London, England fra midten af 1600-tallet til midten af 1800-tallet. De kendtes først som New Spring Gardens, og antages at være åbnet før restaurationen i 1660 og omtalt af Samuel Pepys i 1662. Haverne bestod af adskillige tønder land træer og buske med stier til spadsereture. I begyndelsen var der fri adgang med mulighed for at købe forfriskninger.
1785 blev området til Vauxhall Gardens med entré for at understøtte de mange attraktioner.
Navnet antages at stamme fra godset Falkes Hall, som af kong Johan uden Land 1203 skænkedes til den normanniske ridder Falke (eller Fulke) de Bréauté. Efter andre opgivelser stammer navnet fra vintapperen Vaux’ enke som omkring 1615 ejede Falkes Hall. Det var her den offentlige lysthave blev åbnet, hvor efterhånden alle Londons samfundslag mødtes til fester, baller, koncerter, fyrværkeri og ballonopstigninger.
1822 fik Vauxhall af kong Georg IV ret til betegnelsen "kongelig". Omgangstonen var imidlertid ikke den bedste, og Vauxhall mistede efterhånden sit ry. 1859 lukkedes den, og grundene blev bebygget.
Navnet anvendtes også for mange lignende offentlige forlystelsessteder rundt om i verden, således Tivoli-Vauxhall i Paris, hvor nu St. Lazare-banegården ligger. Herfra tog Georg Carstensen navnet, da han 1843 åbnede Tivoli-Vauxhall i København (Kjøbenhavns Tivoli og Vauxhall). I London minder endnu navne som Vauxhall Station, Vauxhall Park og Vauxhall Bridge om det gamle etablissements eksistens.
Man antager at Holberg allerede under sit ophold i England mellem 1706 og 1708 oplevede friluftskoncerterne i Vauxhall Gardens; i Oxford var han medlem af The musical Club, der gav koncert hver onsdag – og hjemme igen og nogle årtier senere som professor foranstaltede han regelmæssige musikalske sammenkomster i sin bolig, og han har formodentlig været blandt dem der gav stødet til offentlige eller halvoffentlige koncerter i 1730'erne og 40'erne.
Litteratur anvendt af Assingbæk i Salmonsen:
Samuel Pepys: Diary 1825, 1879;
William Makepeace Thackeray: Vanity fair, 1848
William Hone: Every day book 1825, 1827 og Year book 1832